# 아멜리아 로즈 블레어

아멜리아 로즈 블레어(Amelia Rose Blaire, 1987년 11월 20일 ~ )는 미국의 배우, 영화배우, 텔레비전 배우, 성우이다.
뉴욕에서 태어났다.

## 방송
- 스크림
- 트루 블러드 시즌7
- 트루 블러드 시즌6

## 영화
- 유윌 온리 해브 이치 아더 (2018년)
- 제시 스톤: 로스트 인 파라다이스 (2015년)
- 코트 (2015년)
- 엔젤스 인 스타더스트 (2014년)
- 디스 이즈 웨어 위 고 (2013년)